# Spymaster
Spymaster est le nom de trois super-vilains appartenant à l'univers de Marvel Comics. Le premier est apparu pour la première fois dans le comic book Iron Man #33, en 1971.

## Biographie des personnages

### Premier Spymaster
Le premier Spymaster est un ancien boxeur, et criminel costumé indépendant, à la tête d'un réseau d'espions d'élite, engagé par le Zodiaque, une organisation criminelle, pour voler les projets de Stark Industries, dirigée par Tony Stark. Le Vengeur Doré empêcha le criminel de saboter l'usine de Long Island, mais ce dernier réussit à s'échapper.
Peu de temps après, il fut de nouveau engagé par le Zodiaque pour capturer Daredevil, où il échoua. Il rejoignit ensuite certains membres du Zodiaque (dont le Capricorne et le Sagittaire) pour voler la mystérieuse Clef du Zodiaque, que Stark étudiait dans son usine pour le compte du SHIELD. La mission échoua et il réussit de nouveau à s'enfuir.
Il passa plusieurs années dans la discrétion la plus complète, puis fut engagé par des agents du SHIELD, qui désiraient éliminer Stark, mais sans l'accord de Nick Fury. La bombe qu'il plaça dans l'appartement de Tony Stark explosa, mais seuls les Ani-Men furent tués. Il abattit aussi le robot-clone de Stark, créé par les scientifiques du SHIELD. Puis, il infiltra les bureaux de Stark Industries et tenta de piller l'ordinateur central. Mais Iron Man le mit en déroute.
Des mois plus tard, il fit partie de l'équipe constituée par Justin Hammer pour tuer Iron Man. Mais ce dernier réussit à vaincre l'escouade, sans toutefois capturer le criminel masqué.
Spymaster fut plus tard engagé par Madame Masque, alors à la tête de la famille Néfaria de la Maggia, pour enlever Bethany Cabe, la petite amie de Stark et voler un prototype. Il en profita pour voler la mallette qui contenait l'armure du Vengeur, mais ses hommes de main se trompèrent et enlevèrent par erreur l'associée de Cabe, Ling McPherson. Iron Man et Jim Rhodes infiltrèrent le repaire de Madame Masque au Connecticut. Jim poursuivit Spymaster, dans une course d'hélicoptère. Encore une fois, le Spymaster parvint à fuir, avec le prototype cette fois-ci.
Le Spymaster disparut un temps de la circulation, jusqu'à ce que l'A.I.M. l'engage pour infiltrer la nouvelle compagnie de Stark, Stark Entreprises, à Los Angeles. Il s'infiltra sous les traits d'un jeune boxeur, coaché par l'ami de Tony Stark, Harol "Happy" Hogan. Ce dernier découvrit un jour son protégé en train de prendre des photos des plans de Stark. Iron Man intervint et le mit encore une fois en fuite.
Plus tard, la Roxxon Oil Company chercha à acheter un générateur de particules béta à Accutech, une société basée en Californie, qui refusa l'offre. La Roxxon engagea alors le Fantôme, un saboteur industriel, pour détruire petit à petit la société d'électronique. Iron Man empêcha leurs plans. Déçue par son agent, la Roxxon limogea le Fantôme et engagea le Spymaster à la place. Il se fit passer pour Stark et tenta de tuer le Fantôme, qui ne dut la vie sauve que grâce à l'aide d'Iron Man. Le Fantôme se vengea en coinçant le Spymaster dans un mur, grâce à son mode d'intangibilité, le tuant apparemment sur le coup. En réalité, le Spymaster se fit passer pour mort, par des moyens inconnus. L'espion d'élite disparut de la circulation, jusqu'à ce qu'il soit retrouvé par Norman Osborn, pendant le story-arc Dark Reign.

### Nathan Lemon
Sur ordre de Justin Hammer, un remplaçant du nom de Nathan Lemon fut formé par le Maître de corvée pour le remplacer mais semble avoir disparu.

### Sinclair Abbot
Récemment, on a revu un nouveau Spymaster faire équipe avec le Fantôme pour vaincre leur ennemi commun.
Le Spymaster actuel est Sinclair Abbot, un riche homme d'affaires, et connait l'identité d'Iron Man (celui-ci avait peu auparavant rendue publique son identité avant de revenir sur ses dires lors d'Avengers Disassembled). Il s'arrangea pour que Lemon, son prédécesseur, soit incarcéré et tué en prison par sa propre femme.
Durant le story-arc Civil War, Abbot fut engagé par une coalition islamiste (responsable de la mort de Ho Yinsen) pour assassiner Stark. Son plan échoua, et il fut attaqué par l'employé de Stark Happy Hogan. Dans la bagarre, tous deux chutèrent de plusieurs étages, et Hogan trouva la mort.

## Pouvoirs, capacités et équipement
- Le Spymaster est équipé d'un costume recouvert de kevlar, pare-balles, équipé d'un jetpack, et de gadgets très modernes.
- Sa ceinture comporte une télécommande lui permettant de contrôler un hoverjet.
- Ses gants sont équipés de rayons à concussion, et il possède des aimants électromagnétiques, capables autrefois de paralyser l'armure d'Iron Man. Il a aussi un filet électrique a le même effet.
- On l'a déjà vu utiliser des missiles incendiaires, capables de pister l'armure du Vengeur Doré, et de disques volants, assez durs pour trancher certaines parties de l'armure.
- Il est aussi équipé d'un appareil qui absorbe l'énergie électrique, et peut donc vider les batteries des armures cybernétiques.
- C'est un bon tireur, armé de pistolets et de lasers étourdissants, ou encore de capsules de gaz somnifère.
- C'est un professionnel de l'espionnage, du sabotage et du combat à mains nues.